# کوه تکه‌قیه‌سی
روستای میرجان یکی از زیباترین و صعب العبورترین مناطق کوهنوردی زنجان و آذربایجان و ایران به شمار می‌رود. قله تکه‌قیه‌سی در کنار قلل مرتفع میرجان و قلل زیبای دمیرلو قد برافراشته و با ارتفاع ۳۱۵۰ متر از سطح دریا دارای دیواره‌ای به ارتفاع ۱۲۶ متر در جبهه شمالی بوده و تمامی مسیرهای صعود به قله آن کار فنی طلبیده و در زمستان یکی از مناطق تمرین کوهنوردان زنجانی و غیرزنجانی برای آمادگی صعود به علم کوه به شمار می‌رود.